# Barrio San José, Jocotitlán
Barrio San José är en ort i Mexiko, tillhörande kommunen Jocotitlán i den nordvästra delen av delstaten Mexiko. Orten hade 111 invånare vid folkräkningen 2010.